# Bitka za Scheldu
Bitka za Scheldu, niz vojnih operacija koju je vodila I. kanadska armija, uz druge kanadske te poljske i britanske trupe, s ciljem otvaranja opskrbnog puta prema Antwerpenu. Poslije Prvog svjetskog rata utvrde oko grada, naročito na sjevernoj te istočnoj strani, ojačane su novim kupolama i novim slojem armiranog betona, te su povezani protu tenkovskim rovovima. Tada se Antwerpen nalazio na drugoj odbrambenoj liniji Belgije (Antwerpen — Leuven — Wavre). Tijekom bitke za Belgiju, Nijemci su grad zauzeli 18. svibnja 1940. Nakon četiri godine okupacije grad su iznenadnim prepadom oslobodile Savezničke snage 3. listopada 1944. Antwerpen je trebao poslužiti kao baza za daljnju opskrbu Savenzika u SZ Europi. Pod zapovjedništvom general-potpukovnika Guyja Simondsa bitke su se vodile u sjevernoj Belgiji i JZ Nizozemskoj od 2. listopada do 8. studenog 1944.

## Tijek ratnih operacija

#### Položaj njemačkih snaga
Iako je antwerpenska luka zauzeta neoštečena, nije se mogla koristiti dok se ne oslobodi ušće Schelde — otok Walcheren, poluotok Zuid-Beveland i okolicu Breskensa. Nijemci su jakim snagama zaposjeli te položaje kako bi onemogućili pristup Antwerpenu s mora. Otok Walcheren branilo je 25 obalnih bitnica i 70. pješačka divizija (pd), Zuid-Beveland branila je jedna borbena grupa 85. pd, a okolicu Breskensa 64. pd i više teških obalnih bitnica. 

#### Djelovanje Savezničkih snaga
Zadatak čišćenja ušća Shelde i deblokiranja luke Antwerpena bio je povjeren II. korpusu kanadske I. armije (4. divizija i 1. brigada (br.) komandosa). Britanske morske i zračne snage podržavale su djelovanje Kanađana u operaciji koja je trajala od 6. listopada – 8. studenoga 1944. Osvajanje okolice Breskensa izvršeno je od 6. listopada do 3. studenoga. Ovdje su Kanađani (3 pd, dijelovi 4. oklopne divizije (okld) i 155. br. 52. pd) izveli kružni manevar djelujući dijelom snaga pravcem istok — zapad, a dijelom s juga preko Leopoldovog kanala. Usprkos jakom njemačkom otporu, poplavljenom terenu i miniranim putevima,Zuid-Beveland je očišćen između 24. – 31. listopada. Kanadska 2. pd, podržana dijelovima 4. okld, odsjeklo je poluotok s istoka, dok su dvije br. 52. pd napredovale s juga preko Baarlanda. 
U zauzimanju otoka Walcheren značajnu ulogu odigrala je britansko zrakoplovstvo. Kružni napad Kanađana (155. i 156. br. 52. pd i 4. br. komandosa) s juga, JI i JZ snažno su podržale zrakoplovne snage razaranjem obalnih nasipa. Bilo je potopljeno 314 otoka, što je znatno otežalo njemačku obranu, koja je potpuno savladana 8. studenog. 

## Posljedice bitakā
Od 4. – 27. studenog očišćeno je ušče Shelde od mina. Prvi saveznički konvoj uplovio je 28. studenog u antwerpensku luku koja je imala ogroman značaj za dalje vođenje ratnih operacjja na Zapadnom bojištu. U težnji da to onemoguće, odnosno otežaju korištenje luke, Nijemci su bombardirali lučka postrojenja krstarećim projektilom Fieseler Fi 103 (V-1) i balističkim projektilom Aggregat 4 (V-2), ali nisu postigli značajnije rezultate. 